# Plittersdorf (Lind)
Plittersdorf ist ein Ortsteil der Ortsgemeinde Lind im rheinland-pfälzischen Landkreis Ahrweiler. Der Ort grenzt an Nordrhein-Westfalen mit der Stadt Bad Münstereifel und Effelsberg. 
Die Gemeinde Lind wurde am 30. März 1971 aus den aufgelösten Gemeinden Lind, Obliers und Plittersdorf neu gebildet.

## Kulturdenkmäler
Siehe: Liste der Kulturdenkmäler in Lind (bei Altenahr)

## Einzelnachweise

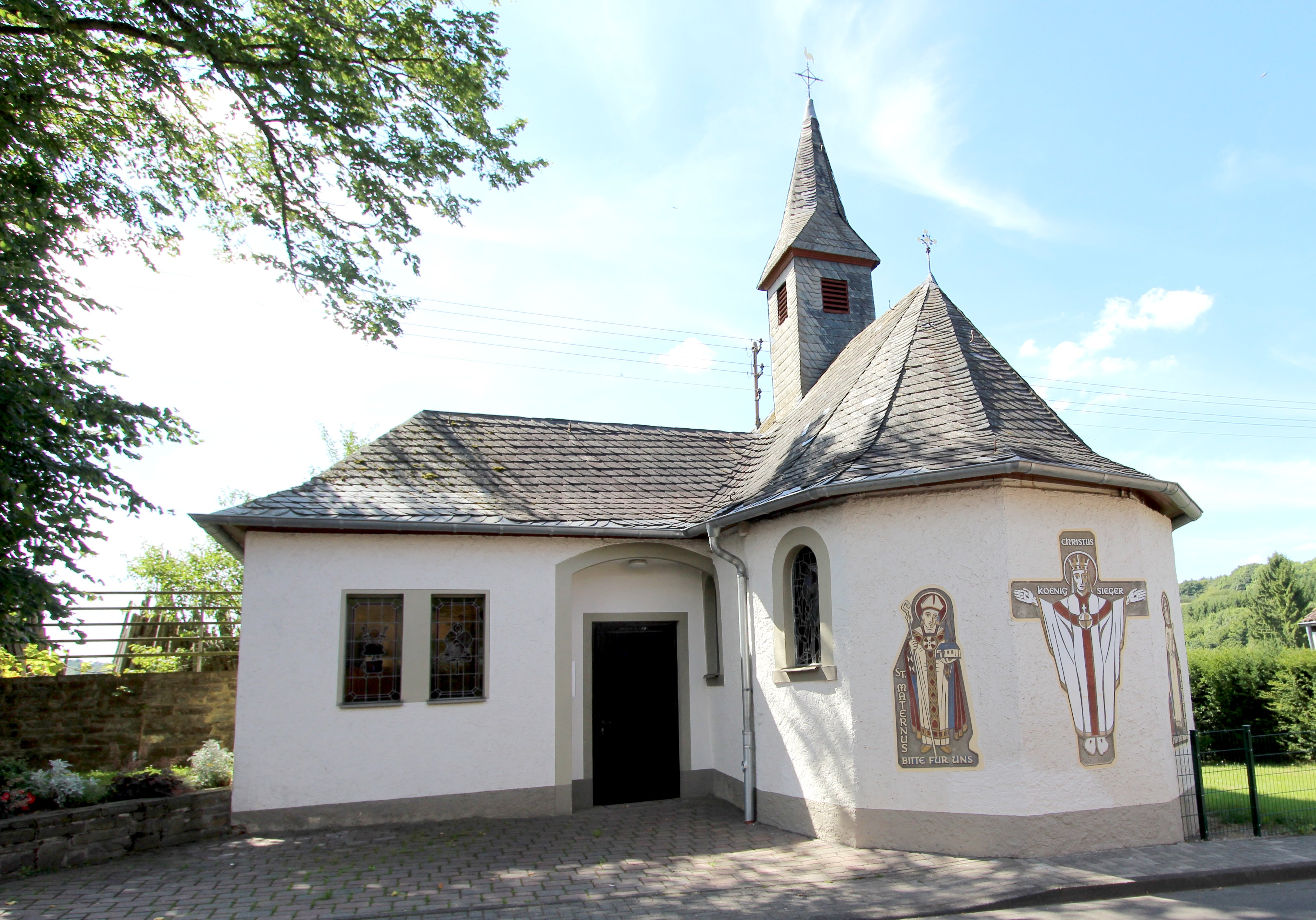
Katholische Kapelle St. Maternus